# کتابخانه ملی مرکزی فلورانس
کتابخانه ملی مرکزی فلورانس (به ایتالیایی: Biblioteca Nazionale Centrale di Firenze) یک کتابخانه ملی در ایتالیا است که در فلورانس واقع شده‌است.